# Montreuil-le-Henri
Montreuil-le-Henri är en kommun i departementet Sarthe i regionen Pays de la Loire i nordvästra Frankrike. Kommunen ligger i kantonen Le Grand-Lucé som tillhör arrondissementet La Flèche. År 2022 hade Montreuil-le-Henri 299 invånare.

## Befolkningsutveckling
Antalet invånare i kommunen Montreuil-le-Henri
| Referens: INSEE |